# Пам'ятник Тарасові Шевченку (Монастирський острів)

Пам'ятник Шевченку на Монастирському Острові

Пам'ятник Тарасу Шевченку на Монастирському Острові — пам'ятка мистецтва XX століття, урочисто встановлений 5 листопаду 1959 року на найвищій точці Комсомольського (Монастирського) острова.

## Історія
Протягом 1930—1950 років на Монастирському Острові все були встановлені три пам'ятники Тарасу Григоровичу Шевченку, виготовлені з гіпсу, бетону та чавуну. Проєкт першого пам'ятника Т. Г. Шевченка у парку імені Шевченка з'явився в середині 1920-х років, разом із перейменуванням Потьомкінського саду на «парк імені товариша Шевченка» у 1925 році. Пам'ятник Т. Г. Шевченку у парку був встановлений у 1930-х роках, на «Алеї писателів», де також були розміщені бюсти інших літераторів. Точна дата та автор цього пам'ятника залишається невідомою. У 1941-43 роках територія парку була серйозно пошкоджена внаслідок бойових дій, але бюст Т. Г. Шевченка не зберігся.
Другий пам'ятник Т. Г. Шевченкові був встановлений у парку після Великої Вітчизнянної війни році, на правому березі Дніпра. Автором пам'ятника був скульптор Іван Зноба. Пам'ятник зображував поета сидячого на скелі, напіврозгорнутого до річки, у момент глибоких роздумів. Сьогодні від цієї пам'ятки зберігся лише постамент, який є популярним місцем для відпочинку та зустрічей у городян.
Зараз ще немає чіткої відповіді на питання, чому було прийнято рішення встановити новий пам'ятник Т. Г. Шевченку на Монастирському острові, відки вже існував пам'ятник поетові. Ця ситуація залишається загадковою і породжує різні версії. Можливо, це було пов'язано з планами по розбудові острова та спорудженню пішохідного мосту у 1957 році, які змінили вигляд території. Новий пам'ятник мав стати домінантою острова і вписатися в новий план розвитку місцевості. Старий пам'ятник не підходив для перенесення через його розміри та композицію. 5 листопада 1959 року був відкритий новий пам'ятник Т. Г. Шевченку на найвищій точці Монастирського острова. Проєкт статуї був виконаний скульпторами — І.С. Зноба та його сином В.І. Зноба, представниками династії скульпторів. Архітектор Л.Р. Ветвицький розробив масивний постамент для пам'ятника. Він був талановитим представником архітекторів післявоєнного покоління у Дніпропетровську. Пам'ятник виготовлений з чавуну та встановлений на гранітному постаменті. Висота фігури поета складає 9,5 метра, висота підніжжя — 10,5 метра, а вага чавунної скульптури — 55 тонн.

## Архітектурні особливості
Пам'ятник Тарасу Шевченку представляв собою шедевр ливарного мистецтва, що вразило своєю технологічною витонченістю. У процесі створення цієї величезної скульптури брали участь видатні майстри ливарного мистецтва, такі як Микола Залівакін та Микола Шишалов. Скульптура була відлита з декількох частин у фасонно-ливарному цеху трубопрокатного заводу імені Леніна.
Згідно зі спогадами Н.І. Залівакіна, які були згадані відомим краєзнавцем Н.П. Чабаном, процес перевезення скульптури на місце встановлення відбувався двома частинами. Чавунну постать вагою в сотню тонн спускали з Мерефо-Херсонського мосту за допомогою залізничного крана, а потім везли на місце встановлення тралерами.

## Культурний Наслід
Пам'ятник Тарасові Шевченку, став одним із символів міста Дніпро, що відображає його культурне та історичне значення протягом десятиліть. Зображення цього пам'ятника можна знайти у будь-якому путівнику або фотоальбомі, присвяченому Дніпропетровську.
Під час радянської епохи пам'ятник на острові став місцем проведення урочистих заходів, присвячених пам'ятним датам Тараса Шевченка. Цікаво відзначити, що у 1992 році був відкритий ще один пам'ятник Т. Г. Шевченку на вулиці Леніна (тепер Воскресенська), поруч з театром, який також носить його ім'я. Цей новий монумент зображує молодого Шевченка, який тільки що звільнився від кріпацтва. Новий пам'ятник узяв на себе урочисті обов'язки, проте «старий» пам'ятник на острові не був забутий, і біля нього час від часу прикрашалися вінки та квіти.
Щодо долі старого пам'ятника, який «відслужив» своє, довгий час вважалося, що його просто знищили. Проте насправді його перевстановили у 1961 році на північно-східній околиці міста, у Самарському районі, у селищі Шевченка, на вулиці Новгородській. Він перебував там до 2007 року, коли був зруйнований під виглядом реконструкції. Таким чином, пам'ятник 1949 року, на жаль, на сьогодні втрачено як історичний артефакт.
Прізвища безпосередніх авторів пам'ятника були виколоті на спеціальній металевій табличці, яка довгий час прикрашала задню частину постаменту. Але, ця табличка зникла під час реконструкції пам'ятника у 2011 році, і після повторного відкриття пам'ятника у 2014 році на її колишньому місці не було виявлено.